# Milestone (Saskatchewan)
Milestone è un comune del Canada, situato nella provincia del Saskatchewan, nella divisione No. 2.